# 火山錐

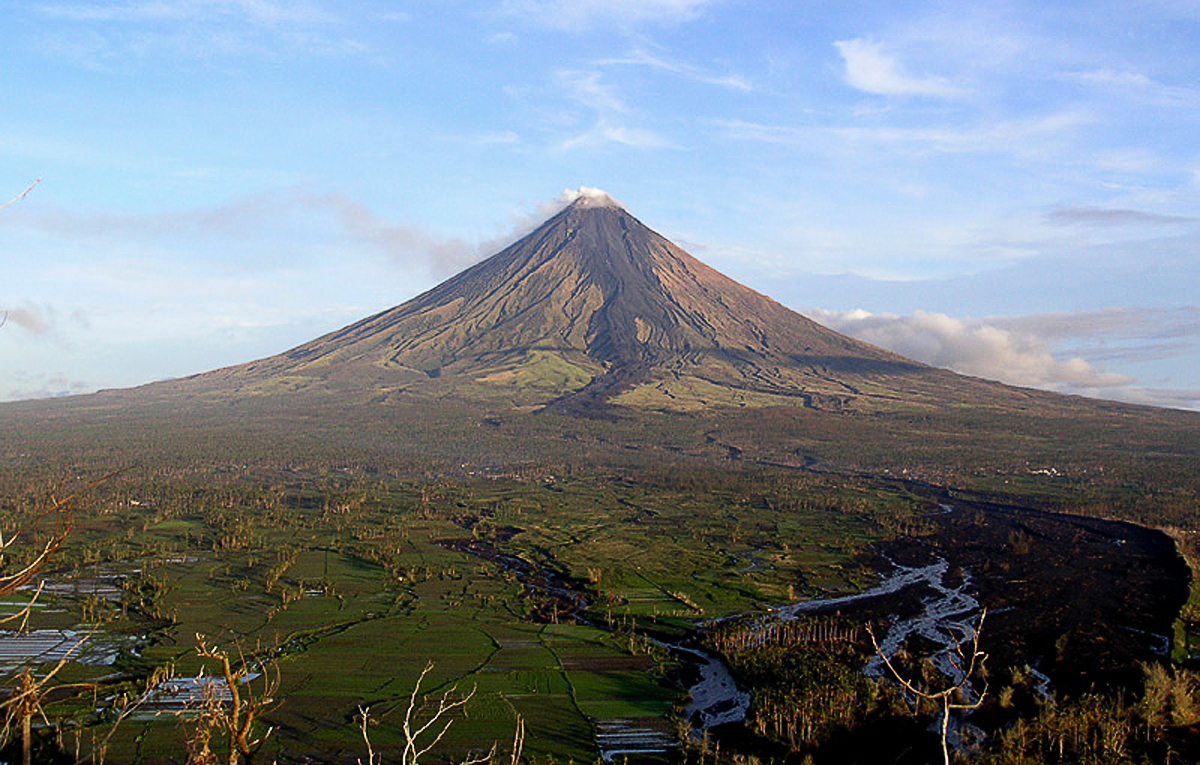
菲律宾阿尔拜省的馬榮火山有一個對稱的火山錐。

火山錐（英語：volcanic cone）是最簡單的火山地形之一。 它們是由火山噴口的噴射物建置的，在噴口周圍堆積成帶有中央火山口的圓錐體形狀。 火山錐有不同的類型，取決於噴發過程中噴射出的碎片的性質和大小。 火山錐的種類包括層錐(stratocone)、飛濺錐(spatter cone)、凝灰岩錐(tuff cone)、和火山渣錐。